# (269390) Igortkachenko
(269390) Igortkachenko est un astéroïde de la ceinture principale.

## Description
(269390) Igortkachenko est un astéroïde de la ceinture principale. Il fut découvert le 27 août 2009 à Tzec Maun par Léonid Vladimirovitch Élénine. Il présente une orbite caractérisée par un demi-grand axe de 2,66 ua, une excentricité de 0,26 et une inclinaison de 5,6° par rapport à l'écliptique.

## Nom
Son nom est un hommage au pilote militaire russe Igor Tkatchenko de la patrouille des Chevaliers russes, mort en préparation d'une démonstration quelques jours avant la découverte de l'astéroïde en 2009.

## Compléments